# Golpe de Estado no Irã em 1953
O Golpe de Estado no Irã de 1953 ou Operação Ajax (conhecido no país islâmico como o Golpe Mordad 28) foi a derrubada do governo estatista do primeiro-ministro iraniano Mohammed Mossadegh em 19 de agosto de 1953, orquestrada pelas agências de inteligência do Reino Unido e Estados Unidos sob o nome de Projeto TPAJAX. O golpe viu a transição de Maomé Reza Pálavi de um monarca constitucional para um modelo parlamentarista centralizado introduzindo o poder moderador no Irã, que se baseou fortemente no apoio dos Estados Unidos para se manter no poder até a sua própria derrubada em fevereiro de 1979.
Em 1951, a indústria de petróleo do Irã foi nacionalizada com o apoio quase unânime do Parlamento Iraniano em um projeto de lei apresentado por Mossadegh, que liderou a facção parlamentar nacionalista. O petróleo do Irã havia sido controlado pela Anglo-Persian Oil Company (APOC), de propriedade britânica. O descontentamento popular com a APOC começou no final de 1940: um grande segmento da população do Irã e um número de políticos viram a empresa como exploradora, e um vestígio do imperialismo britânico. Apesar do apoio popular à Mossadegh, o Reino Unido não estava disposto a negociar o seu único bem estrangeiro mais valioso, e instigou um boicote mundial ao petróleo iraniano para pressionar economicamente o Irã. Inicialmente, os britânicos mobilizaram suas forças militares para assumir o controle da refinaria de petróleo de Abadã, a maior do mundo, mas o primeiro-ministro Clement Attlee preferiu apertar o boicote econômico ao utilizar agentes iranianos para minar o governo de Mossadegh. Com a mudança para os governos mais conservadores no Reino Unido e nos Estados Unidos, Churchill e Eisenhower decidiram derrubar o governo do Irã, já que seu antecessor, Truman, se opusera a um golpe.
O Reino Unido e os Estados Unidos selecionaram Fazlollah Zahedi para ser o primeiro-ministro de um governo militar, em substituição ao governo de Mossadegh. Posteriormente, um decreto real descartando Mossadegh e nomeando Zahedi foi elaborado pelos interventores e assinado pelo Shah. A Central Intelligence Agency obteve sucesso em pressionar o fraco monarca a participar do golpe, enquanto subornava criminosos de rua, o clero, políticos e oficiais do Exército Iraniano para participarem de uma campanha de propaganda contra Mossadegh e seu governo. À primeira vista, o golpe pareceu ser um fracasso, quando, na noite de 15-16 de agosto, o Coronel Nematollah Nassiri da Guarda Imperial foi preso ao tentar prender Mossadegh. O Shah fugiu do país no dia seguinte. Em 19 de agosto, uma multidão pró-Shah, supostamente paga pela CIA, marchou à residência de Mossadegh. De acordo com documentos revelados da CIA e registros, alguns dos mafiosos mais temidos em Teerã foram contratados para a fase de motins pró-Shah, no dia 19. Outros homens pagos pela CIA foram levados para Teerã, em ônibus e caminhões, e tomaram as ruas da cidade. Cerca de 800 pessoas foram mortas durante e como resultado direto do conflito. Mossadegh foi preso, julgado e condenado por traição pelo tribunal militar do Shah. Em 21 de dezembro de 1953, foi condenado a três anos de prisão, e em seguida, colocado em prisão domiciliar para o resto de sua vida. Partidários de Mossadegh foram presos, torturados ou executados.